# Dolni Dăbnik
Dolni Dăbnik (búlgaro: Долни Дъбник) é uma cidade da Bulgária, localizada no distrito de Pleven. A sua população era de 4,761 habitantes segundo o censo de 2010.

## População
| Dolni Dăbnik | Dolni Dăbnik | Dolni Dăbnik | Dolni Dăbnik | Dolni Dăbnik | Dolni Dăbnik | Dolni Dăbnik | Dolni Dăbnik | Dolni Dăbnik | Dolni Dăbnik | Dolni Dăbnik | Dolni Dăbnik | Dolni Dăbnik | Dolni Dăbnik | Dolni Dăbnik | Dolni Dăbnik | Dolni Dăbnik | Dolni Dăbnik | Dolni Dăbnik | Dolni Dăbnik |
| --- | ------------ | ------------ | ------------ | ------------ | ------------ | ------------ | ------------ | ------------ | ------------ | ------------ | ------------ | ------------ | ------------ | ------------ | ------------ | ------------ | ------------ | ------------ | ------------ |
| Ano | 1887         | 1910         | 1934         | 1946         | 1956         | 1965         | 1975         | 1985         | 1992         | 2001         | 2002         | 2003         | 2004         | 2005         | 2006         | 2007         | 2008         | 2009         | 2010         |
| População |              |              |              | …            | …            | 8,156        | 6,936        | 5,901        | 5,582        | 5,229        | 5,205        | 5,124        | 5,053        | 5,003        | 4,953        | 4,939        | 4,867        | 4,814        | 4,761        |
| Fontes: Instituto Nacional de Estatísticas, „citypopulation.de“, „pop-stat.mashke.org“, Bulgarian Academy of Sciences |              |              |              |              |              |              |              |              |              |              |              |              |              |              |              |              |              |              |              |